# Ракоскорпионы
Ракоскорпионы, морские скорпионы или эвриптериды (лат. Eurypterida) — отряд ископаемых членистоногих из класса меростомовых подтипа хелицеровых (Chelicerata), насчитывающий около 250 известных видов. Отдельные представители достигали длины более 2 метров, однако характерные размеры большинства видов не превышали 20 см. Существовали в течение всего палеозоя 510—248 млн лет назад. Ранние формы обитали на мелководье в морях. Около 325—299 млн лет назад большая часть перешла к жизни в пресной воде.
На примере эволюции ракоскорпионов хорошо прослеживается переход от водного образа жизни к сухопутному.

## Биология

### Онтогенез

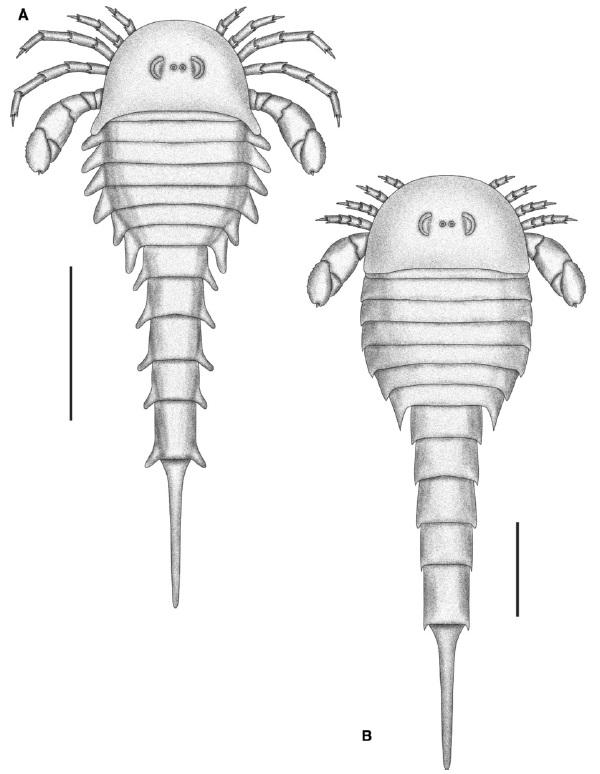
Личиночная (слева) и ювенильная (справа) стадия развития (возрасты) Strobilopterus (не в масштабе)

Как и все членистоногие, эвриптериды созревали и росли, проходя статические стадии развития, называемые возрастами (англ. Instar). Эти возрасты перемежались периодами, в течение которых у эвриптерид происходило шелушение (линька кутикулы), после чего они подвергались быстрому и немедленному росту. Некоторые членистоногие, например насекомые и многие ракообразные, в процессе взросления претерпевают резкие изменения. Хелицераты, включая эвриптерид, обычно считаются представителями прямого развития, не претерпевающими серьёзного онтогенеза после вылупления (хотя у некоторых линий, таких как мечевидные и морские пауки, могут появиться дополнительные сегменты тела и конечности). Были ли в прошлом эвриптериды представителями настоящего прямого развития (вылупившиеся детеныши более или менее идентичны взрослым особям) или гемианаморфного (с возможным добавлением дополнительных сегментов и конечностей во время онтогенеза) в прошлом было спорным.
Гемианаморфное прямое развитие наблюдалось у многих групп членистоногих, таких как трилобиты, Megacheira, ракообразные и многоножки. Настоящее прямое развитие иногда называют чертой, уникальной для паукообразных. Исследований онтогенеза эвриптерид было проведено мало, поскольку в имеющихся окаменелостях в целом не хватает экземпляров, которых можно с уверенностью считать молодыми особями. Вполне возможно, что многие считающиеся отдельными видами эвриптерид на самом деле представляют собой молодняк других видов, при этом палеонтологи редко учитывают влияние онтогенеза при описании новых видов.
Исследования хорошо сохранившегося комплекса ископаемых эвриптерид из формации Медвежий Зуб пражского яруса в каньоне Коттонвуд Вайоминга, состоящего из множества экземпляров различных стадий развития эвриптерид Jaekelopterus и Strobilopterus, показали, что онтогенез эвриптерид был более или менее параллельным и схожим с у вымерших и современных мечевидных, за исключением того, что эвриптериды вылуплялись с полным набором придатков и сегментов опистосом. Таким образом, эвриптериды проходили не прямое гемианаморфное развитие, а прямое, как современные паукообразные.
Наиболее часто наблюдаемым изменением, происходящим в онтогенезе (за исключением некоторых родов, таких как Eurypterus, которые, по-видимому, были статичными), является пропорциональное уменьшение ширины метастомы. Это онтогенетическое изменение наблюдалось у членов нескольких надсемейств, таких как Eurypteroidea, Pterygotioidea и Moselopteroidea.

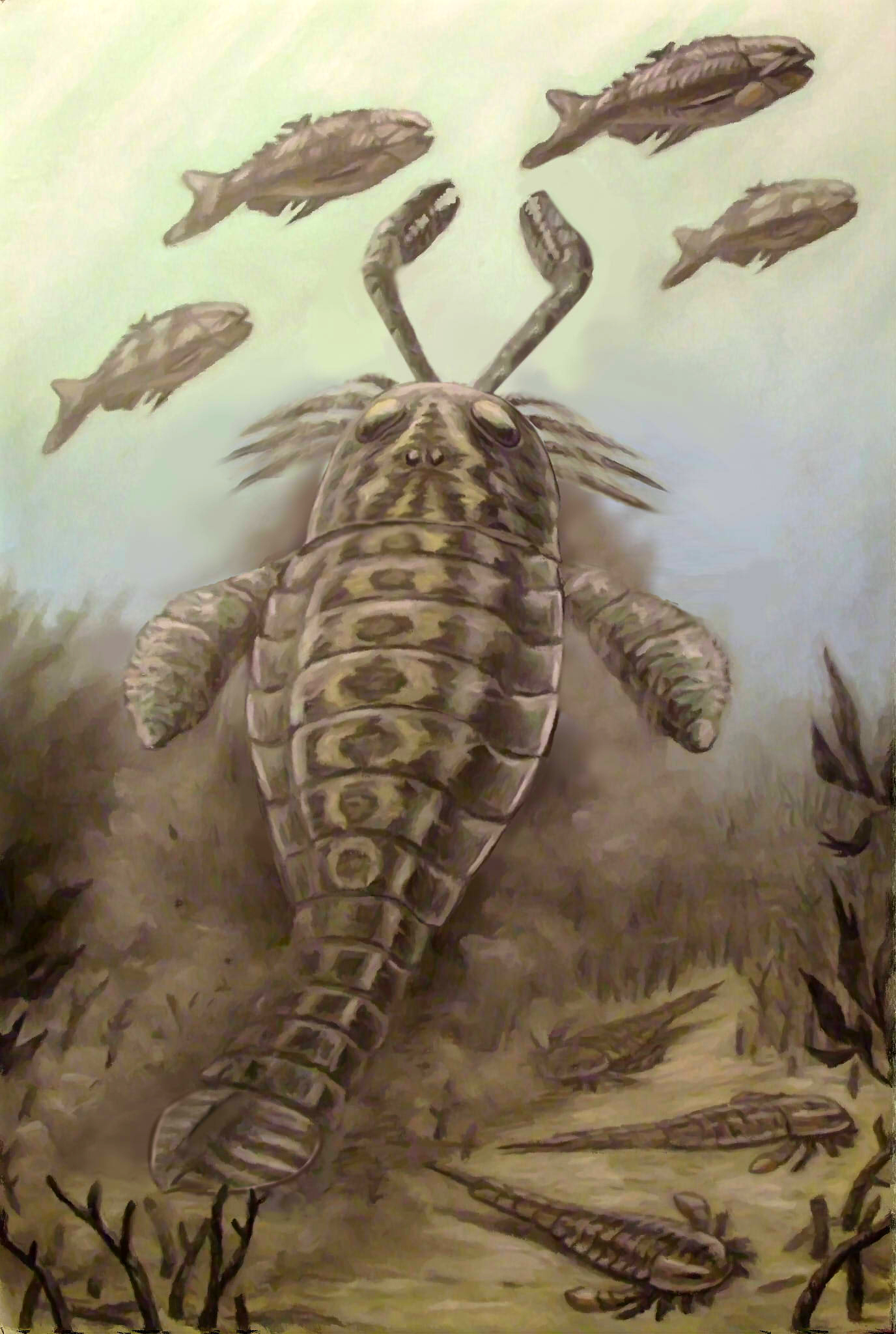
Pterygotus охотится на Birkenia.

### Питание
Содержимое ископаемого кишечника эвриптерид неизвестно, поэтому их характер питания неизвестен. Биология эвриптерид особенно указывает на плотоядный образ жизни. Многие из них были не только крупными (в общем, большинство хищников, как правило, крупнее своей добычи), но и обладали стереоскопическим зрением (способностью воспринимать глубину). Ноги многих эвриптерид были покрыты тонкими шипами, которые использовались как для передвижения, так и для сбора пищи. В некоторых группах эти колючие придатки стали сильно специализированными. У некоторых эвриптерид Carcinosomatoidea обращенные вперед придатки были большими и имели чрезвычайно удлиненные шипы (как у Mixopterus и Megalograptus). У примитивных представителей Pterygotioidea придатки были полностью лишены шипов, но вместо этого имели специальные когти. Другие эвриптериды, лишенные этих специализированных придатков, вероятно, питались аналогично современным мечехвостам, хватая и измельчая пищу своими придатками, а затем заталкивая её в рот с помощью хелицер.
Сообщалось о сохранивших пищеварительный тракт окаменелостях различных эвриптерид, в том числе Carcinosoma, Acutiramus и Eurypterus. Хотя высказывались предположения о наличии потенциального анального отверстия в тельсоне экземпляра Buffalopterus, более вероятно, что анус открывался через тонкую кутикулу между последним сегментом перед тельсоном и самим тельсоном, как у современных мечехвостов.
Копролиты эвриптерид, обнаруженные в отложениях ордовикского возраста в Огайо, содержащие фрагменты трилобита и эвриптерида Megalograptus ohioensis в сочетании с полными экземплярами того же вида эвриптерид, как предполагается, представляют собой свидетельство каннибализма. Подобные копролиты, относящиеся к виду Lanarkopterus dolichoschelus из ордовика штата Огайо, содержат фрагменты бесчелюстных рыб и фрагменты более мелких экземпляров самого Lanarkopterus.
Хотя роль высших хищников была бы ограничена самыми крупными эвриптеридами, более мелкие эвриптериды, вероятно, сами по себе были грозными хищниками, как и их более крупные родственники.

### Размножение
Как и в случае многих других вымерших групп, исследование размножения и полового диморфизма эвриптерид затруднено, поскольку они известны только по окаменелым панцирям. Иногда видимых различий недостаточно для распознавания полов. Иногда два пола одного и того же вида описывали как два разных вида, как в случае с двумя видами Drepanopterus (D. bembycoides и D. lobatus).
Просома эвриптерид состоит из первых шести сегментов экзоскелета, слитых вместе. Седьмой сегмент (таким образом, это первый сегмент опистосомы) называется метастомой, а восьмой сегмент (явно пластинчатый) называется жаберной крышкой и содержит половое отверстие. Нижняя сторона этого сегмента занята генитальной крышкой — структурой, развившейся из предковых седьмой и восьмой пар придатков. В его центре, как и у современных мечехвостов, находится половой придаток. Этот придаток, удлиненный стержень с внутренним каналом, встречается в двух различных формах, обычно называемых «типом A» и «типом B». Эти половые придатки часто сохраняются в окаменелостях и стали основой для разных версий о размножении и половом диморфизме эвриптерид.

## Классификация
Отряд представлен двумя подотрядами:
- Eurypterina:
  - надсемейство Onychopterelloidea
  - надсемейство Moselopteroidea
  - надсемейство Eurypteroidea
  - надсемейство Carcinosomatoidea
  - надсемейство Adelophthalmoidea
  - надсемейство Pterygotioidea
- Stylonurina:
  - надсемейство Rhenopteroidea
  - надсемейство Stylonuroidea
  - надсемейство Kokomopteroidea
  - надсемейство Mycteropoidea

Отряд включает семейство Pterygotidae, живших около 470—370 млн лет назад. Они были членами надсемейства Pterygotioidea. В эту группу входили крупнейшие известные членистоногие в истории планеты: Jaekelopterus rhenaniae, жившее примерно 460—255 млн лет назад и имевшее длину в 2,5 метра.
Род Acutiramus, существовавший с позднего силура до раннего девона, примечателен тем, что эти животные, скорее всего, было падальщиками или даже фитофагами.

## Галерея

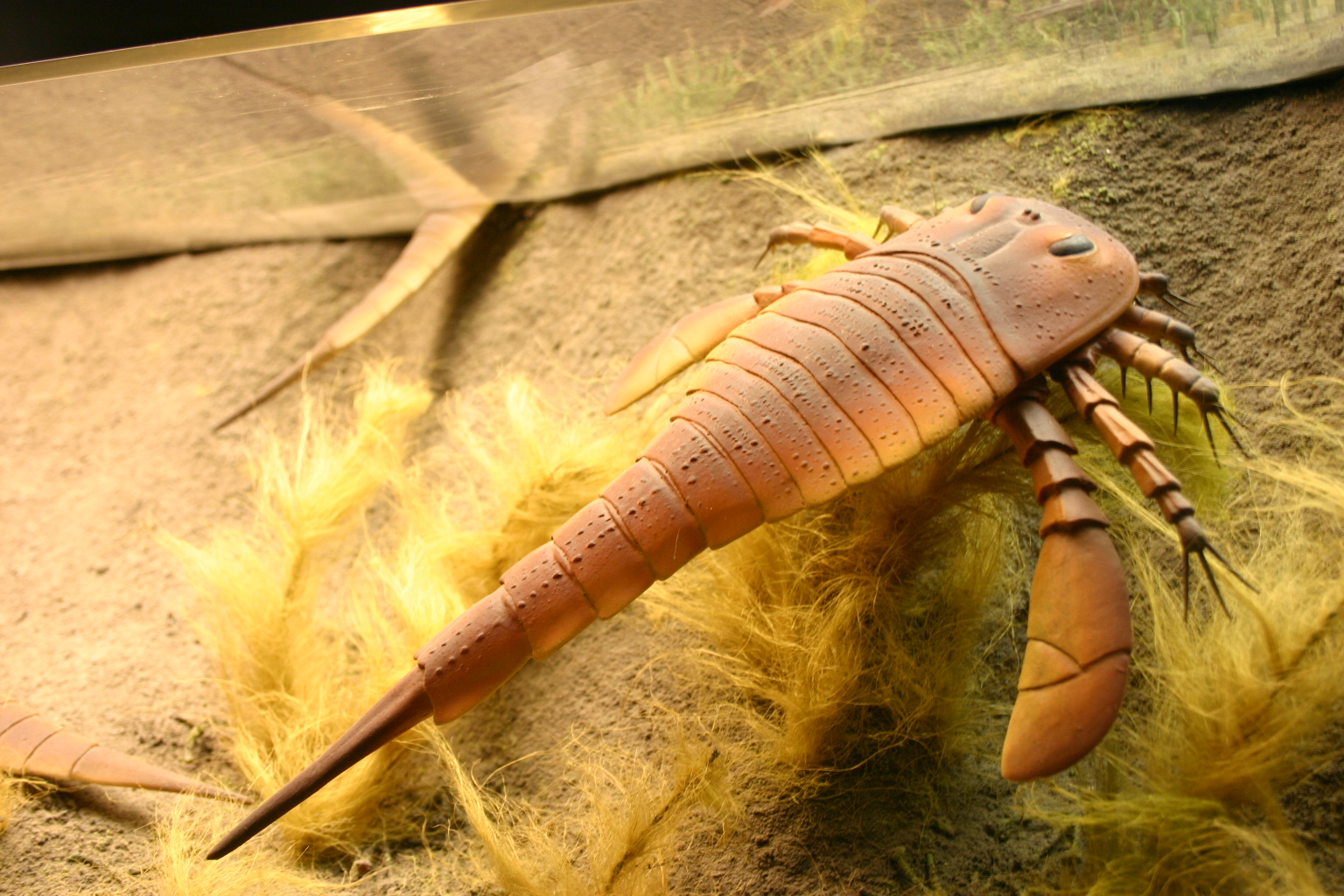
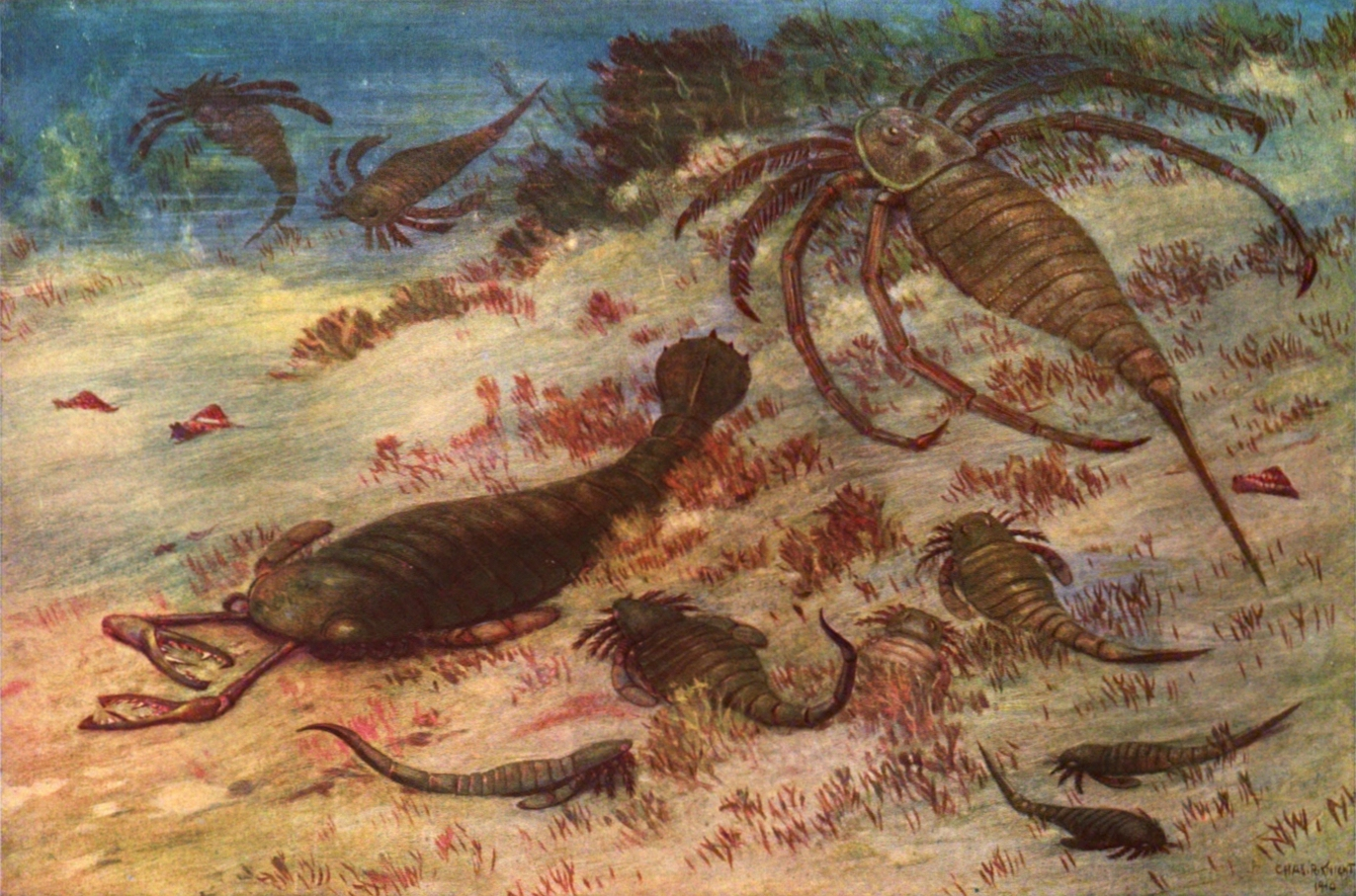
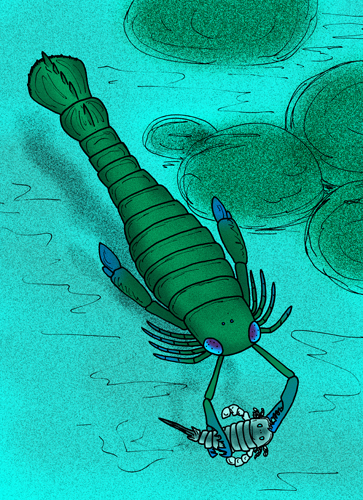
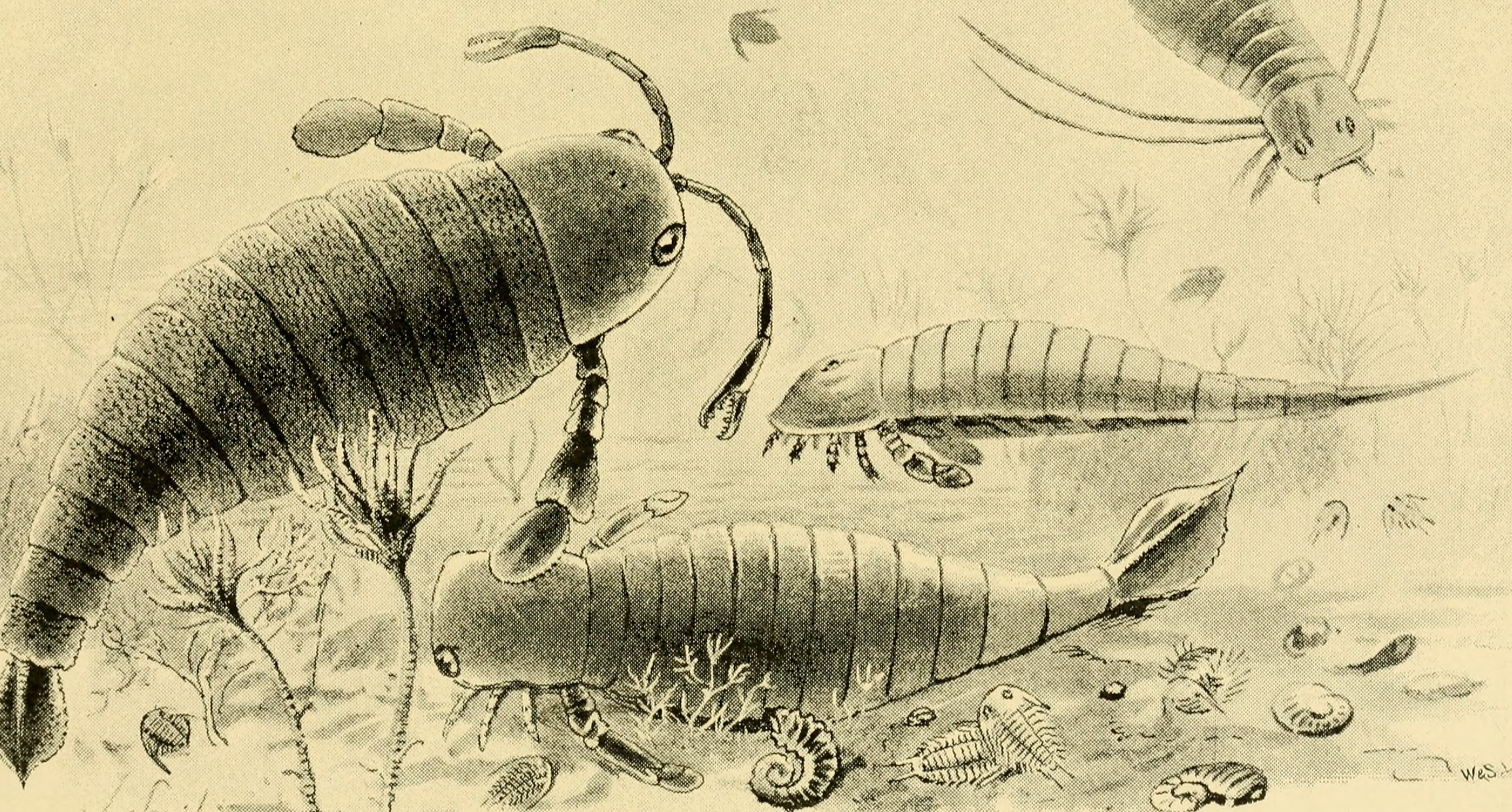